# 1264年大彗星
1264年大彗星（Great Comet of 1264），正式命名為C/1264 N1，是一顆1264年肉眼可見的彗星。由於其非凡的亮度，它被認為是大彗星之一。

## 觀測歷史
幾乎所有撰寫13世紀事件的編年史家都提到了1264年那顆偉大而壯麗的彗星，其中許多人都是目擊者。與許多彗星不同的是，這顆彗星首先在歐洲被發現。
7月17日晚上日落後，Aegidius of Lessines於法國首次觀測到彗星。隔年，蒂埃里·德·沃庫勒斯（Thierri de Vaucouleurs）在一首關於教皇烏爾班四世生平的詩中報道了這一點，但沒有提供任何進一步的細節。 根據日本編年史《大日本史》記載，從7月21日開始，連續幾天晚上，彗星出現在西北方。 
在中國也是如此，根據《元史》紀錄，彗星最後一次出現可能是在7月26日晚上。
此時對於觀測者來說，彗星肯定已經通過太陽，因為中國天文學家在7月25日和26日的早晨天空中看到了它。在接下來的幾天裡，韓國、歐洲、日本和穆斯林世界也將有相應的報導。據說，這顆彗星在日出前出現在東北方，又大又亮。在彗星出現之前，其令人印象深刻的長而寬的彗尾就已經出現在地平線上。
根據韓國的紀錄，據說尾巴在7月底有5條不同的“射線”，可能是描述同時出現的尾巴條紋，類似1744年大彗星、威斯特彗星或麥克諾特彗星。三個星期後，人們只能看到一條彗尾；當時地球可能已經接近彗星的軌道，因此塵埃尾巴以不同的視角出現。到了九月，彗星向南移動的速度如此之快，以至於它在升起之前，彗尾就一直延伸到西方的天空，長度接近100°。
九月底，彗尾開始變暗，變得更難觀測。歐洲最後一次目擊彗星是10月2日左右（教宗烏爾巴諾四世於10月2日去世，除了蒂埃里之外，許多其他編年史家也提到最後一次看到這顆彗星是在教宗去世當晚），韓國最後一次目擊彗星則是10月4日。
10月9日，日本最後一次目擊彗星。中國編年史沒有給出確切的日期，只報告了40天的觀測紀錄。
7月29日，這顆彗星達到0等。
根據NASA數據，7月20日彗星位於近日點，7月29日位於近地點。

## 影響
許多編年史家將彗星的出現與教皇烏爾班四世的去世聯繫在一起。喬瓦尼·龐塔諾（Giovanni Pontano）在15世紀的《克勞迪·托勒密句子評論》中描述了許多由彗星引發的戰爭事件，這些事件在彗星出現後的幾年內陸續發生。